# 生きてるだけで、愛。
『生きてるだけで、愛。』（いきてるだけで、あい）は、本谷有希子による恋愛小説。雑誌『新潮』2006年6月号に掲載、前日譚である短編「あの明け方の」とあわせ同年7月31日に新潮社から刊行された。2009年3月1日に新潮文庫より文庫化されている。
表題作が第135回芥川龍之介賞候補、単行本が第20回三島由紀夫賞候補になる。
2018年に映画化。

## 解説
内容は「恋愛小説らしくない恋愛小説」で、深い読後感が得られると絶賛された。
躁鬱病を抱え、過眠に悩まされている女の自立への過程も描かれており、“恋愛小説”という感じをあまりさせないが、新しい“愛”の姿が、作品全体で25歳の等身大で描かれている。

## ストーリー
生きてるだけで、愛。
「過眠」と「メンヘル」。母親譲りの躁鬱を繰り返す寧子（主人公）は、コンパのなり行きで同棲し始めた津奈木の部屋で暮らしていた。そこへ津奈木の元恋人が現れ、津奈木と別れるように要求され、寧子に“自立”を迫る。

あの明け方の

## 書誌情報
- 生きてるだけで、愛。（2006年7月31日、新潮社、ISBN 978-4-10-301771-4）
- 生きてるだけで、愛。（2009年3月1日、新潮文庫、ISBN 978-4-10-137171-9）

## 映画
2018年11月9日公開。主演は趣里。映像ディレクターの関根光才が脚本、監督を担当し、本作が長編劇場映画のデビュー作となる。
『腑抜けども、悲しみの愛を見せろ』『乱暴と待機』に続き、本谷有希子の小説の3作目の映画化となる。

### あらすじ
躁鬱病で過眠症の寧子は毎日寝てばかりの引きこもり生活で、3年前に合コンで知り合った津奈木の家で居候のような同棲をしている。姉とのLINEのやり取りが唯一の世間とのつながりで、仕事も家事も出来ない日々を送っている。
一方の津奈木はゴシップ週刊誌の編集者で、元々小説家志望だった彼は仕事に嫌気が差しているが、不満を口にせず黙々と働き、寧子のために夕食の弁当を買って帰る日々である。
そんなある日、寧子の元に津奈木の元カノ・安堂が現れ、津奈木と復縁したいので寧子に別れてくれと言う。その上、寧子の社会復帰のため知り合いのカフェバーでのバイトを押し付けてきた。初めは不安一杯の寧子だったが、仲間の励ましを受け少しずつ周囲に心を開いていく。
同じ頃、多忙な上に仕事に愛想が尽きていた津奈木は、記事を巡る言い争いから会社をクビになってしまう。一方の寧子も、職場の仲間との些細な会話で噛み合わず「自分は皆と違う」そんな思いが爆発につながってしまう。
寧子は津奈木に電話をかけて、店のトイレを壊して外に飛び出し、駆け付けた津奈木の前を服を脱ぎながら全力疾走して、それを津奈木が追いかける。津奈木はマンションの屋上で全裸の寧子を捕まえた。
寧子は「私は他の誰よりも自分自身に疲れている。私は私と別れられないの」と津奈木に感情をぶつける。それに対し津奈木は「自分も気持ちをうまくコントロールできずに、感情を押し殺すことでやり過ごしてきた」と打ち明ける。そして津奈木に強く抱きしめられた寧子は「本当に分かり合えたこの一瞬で生きていける」と心で呟いた。

### キャスト
- 寧子：趣里
- 津奈木：菅田将暉
- 村田：田中哲司
- 真紀：西田尚美
- 磯山：松重豊
- 美里：石橋静河
- 莉奈：織田梨沙
- 安堂：仲里依紗

### スタッフ
- 原作：本谷有希子『生きてるだけで、愛。』（新潮文庫刊）
- 監督・脚本：関根光才
- 音楽：世武裕子
- 製作・プロデューサー：甲斐真樹
- 製作：松井智、藤本款、板東浩二、新井重人、森原俊朗、前信介、上田豊、水戸部晃
- アソシエイトプロデューサー：佐藤公美、金井隆治
- 協力プロデューサー：高口聖世巨、白川直人
- 撮影：重森豊太郎
- 照明：中須岳士
- 美術：井上心平
- 録音：山本タカアキ
- 編集：田巻源太
- 衣装：立花文乃
- ヘアメイク：田中マリ子
- 助監督：久保朝洋
- 制作担当：中村哲也
- 配給：クロックワークス
- 企画・制作プロダクション：スタイルジャム
- 製作幹事：ハピネット、スタイルジャム
- 製作：『生きてるだけで、愛。』製作委員会（ハピネット、スタイルジャム、クロックワークス、ひかりTV、日活、オデッサ・エンタテインメント、グラスゴー15、ポニーキャニオンエンタープライズ、コンテンツ・ポテンシャル）

### 受賞歴
- 第33回高崎映画祭 最優秀主演女優賞（趣里）[5]
- 第42回日本アカデミー賞 新人俳優賞（趣里）[6]
- おおさかシネマフェスティバル2019 日本映画 個人賞 主演女優賞（趣里）[7]
- 第73回毎日映画コンクール 女優主演賞 ノミネート (趣里)[8]
- 第63回三浦賞（重森豊太郎）[9]
- 第23回新藤兼人賞 銀賞（関根光才）[10]